# Станимир Николић
Станимир М. Николић (Доња Трепча, 26. јануар 1935 — мај 2021) био је српски шаховски велемајстор.

## Биографија
Завршио је Економски факултет у Београду 1961. године. Радио је у Скупштини општине Ужице од 1965. до 1969. Био је директор Угоститељско-туристичког предузећа Морава из Чачка од 1970. до 1980. године и директор Филијале ЈИК Банке у Чачку од 1980 до 1986. године.
Добитник је Медаље заслуга за народ и више повеља и диплома скупштина општина Чачак и Ужице и Шаховског савеза Југославије.
Говорио је енглески, француски и руски језик.

## Каријера
Мајстор је постао 1965, интернационални мајстор 1967, а Велемајстор 1978.
Био је члан репрезентације Србије и Југославије. Учествовао је као репрезентативац Југославије у мечевима против СССР и Мађарске 1967.
Највећи рејтинг достигао је у јулу 2001. године - 2372 бодова. Тренутни рејтинг у јуну 2013. године је 2261бод.
Преминуо је током маја 2021. године.

## Највећи успеси
Станимир М. Николић је победник међународних шаховских турнира:
Био је првак Македоније у Пробиштипу 1963. године.
- Сан Бенедето - Италија, 1960
- Бари - Италија, 1962
- Ла Специа - Италија, 1964
- Бевервајк - Холандија, 1967
- Бил - Швајцарска, 1971
- Равена - Италија, 1975
- Смедеревска Паланка -Југославија 1978
- Брајтон - Енглеска 1985